# Băiculești
Băiculești là một xã thuộc hạt Argeș, România. Dân số thời điểm năm 2002 là 6288 người.